# Óscar Elgezabal
Óscar Elguezabal, né le 21 février 1928 à Muxika et mort le 21 août 2018 dans la même commune, est un coureur cycliste espagnol.

## Biographie
Originaire de Muxika, Óscar Elguezabal monte pour la première fois sur un vélo à l'âge de trois ans. Il remporte sa toute première course à quatorze ans. Figure du cyclisme biscayen, il a remporté de nombreuses épreuves basques, dont le Circuit de Getxo, la Prueba Loinaz ou la Subida a Arrate. Il a également participé au Tour d'Espagne en 1955. Sa progression est toutefois entravée par une blessure, qui le contraint à mettre un terme à sa carrière sportive, alors qu'il est âgé de vingt-sept ans,. 
Une fois retiré des compétitions, il se reconvertit dans le secteur du textile. Durant un peu plus d'une année, il travaille en Catalogne, où il fait la rencontre du peintre Maties Palau Ferré, avec qui il se lie d'amitié. Il retourne ensuite vivre au Pays basque. En plus d'être un sportif et un homme d'affaires, il fut l'un des fondateurs de la Sociedad Ciclista Gernikesa, président de l'équipe de football de Guernica et conseiller municipal de Muxika.

## Palmarès et résultats

### Par année
- 1948
  - Subida a Santo Domingo
- 1949
  - Circuito del Rompeolas
  - Circuito de Balmaseda
  - Circuito de Begoña
  - Circuito de Zorroza
  - 2e du GP Llodio
  - 2e du Circuito del Sardinero
- 1951
  - Circuito del Rompeolas
  - GP Muxika
  - Circuito Urbano de San Juan
  - Prueba Loinaz
  - Circuito del Rompeolas
  - Circuit de Getxo
  - Circuito de Balmaseda
  - 2e du Circuito Sollube
  - 3e du GP Virgen Blanca
  - 3e du Circuito del Sardinero
- 1952
  - Circuit de Getxo
  - Circuito del Sardinero
- 1953
  - GP Goierri
  - GP San Juan d'Arrasate
  - 2e du Circuit de Getxo
  - 2e du GP Sniace
  - 2e de la Prueba Villafranca de Ordizia
  - 3e du GP Liberación de Ondarroa
- 1954
  - Subida a Arrate
  - GP Virgen Blanca
  - Antzuola Saria
  - Mémorial Etxaniz
  - 2e étape du GP Liberación de Ondarroa
  - 2e de la Vuelta al Valle de Léniz
- 1955
  - Prueba San Pelayo
  - 2e de la Prueba Pentecostes

### Résultats sur les grands tours

#### Tour d'Espagne
1 participation
- 1955 : abandon (9e étape)